# Кирач-Муганло
Кирач-Муганло (груз. ქირაჩ-მუღანლო, азерб. Çıraq-Muğanlı) — село Марнеульского муниципалитета, края Квемо-Картли республики Грузия с 99 %-ным азербайджанским населением. Находится на юге Грузии, на территории исторической области Борчалы.

## География
Село расположенное правее автомагистрали Садахло — Марнеули. Отличительной особенностью села является узкий мост, по которой проходит участок железной дорогой Марнеули — Садахло.

## Население
По данным Государственного статистического комитета Грузии, согласно официальной переписи 2002 года, численность населения села Кирач-Муганло составляет 1155 человек и на 99 % состоит из азербайджанцев.

## Экономика
Население в основном занимается сельским хозяйством, овцеводством и скотоводством. 

## Достопримечательности
- Мечеть имени Хазрата Мухаммеда[3]
- Средняя школа